# Fritz Bamberger (Philosoph)
Fritz Siegfried Bamberger (geboren 7. Januar 1902 in Frankfurt am Main; gestorben 21. September 1984 in  New York City) war ein deutscher Geisteswissenschaftler, Pädagoge und Journalist.

## Leben
Bamberger wuchs in Gelsenkirchen in einer jüdischen Familie auf und machte das Abitur in Frankfurt am Main. Er studierte Philosophie und orientalische Sprachen in Berlin und wurde 1923 promoviert. Er forschte und lehrte zwischen 1926 und 1938 an der Hochschule für die Wissenschaft des Judentums. Er war an der Herausgabe der Moses-Mendelsohn-Gedächtnisausgabe beteiligt, die ab 1929 erschien.
Nach der Machtergreifung der Nationalsozialisten  leitete er zwischen 1934 und 1938 die Jüdische Lehrerbildungsanstalt Berlin und organisierte in Berlin das jüdische Schulwesen. Im Jahr 1939 emigrierte er in die Vereinigten Staaten, wo er zunächst Beschäftigungen im College of Jewish Studies  und an der University of Chicago fand. Im Jahr 1942 wurde er Herausgeber des Magazins Coronet und im selben Verlag Executive Director beim Magazin Esquire. Seine Mutter wurde in das Warschauer Ghetto deportiert und kam dort 1942 wahrscheinlich infolge von Unterernährung um.
Bamberger war von 1962 bis 1979 Professor für Geistesgeschichte am Hebrew Union College  New York. Beim Leo Baeck Institute New York war er seit 1955 Vizepräsident und in derselben Position im North American Board der World Union for Progressive Judaism.
Bamberger lebte in Manhattan und war verheiratet mit der Dramaturgin Maria Bamberger. Sie hatten zwei Kinder.

## Schriften (Auswahl)
- Untersuchungen zur Entstehung des Wertproblems in der Philosophie des 19. Jahrhunderts. Teil 1: Hermann Lotze. Max Niemeyer, Halle (Saale) 1924. (Friedrich-Wilhelms-Universität, Phil. Diss., 1923).
- Die geistige Gestalt Moses Mendelssohns. J. Kauffmann, Frankfurt am Main 1929.
- mit anderen (Hrsg.): Moses Mendelssohn, Gesammelte Schriften, veranstaltet aus Anlass d. 200. Wiederkehr seines Geburtstages von der Akademie für die Wissenschaft des Judentums und der Gesellschaft zur Förderung der Wissenschaft des Judentums in Gemeinschaft mit einem Ehrenausschuss, mit Unterstützung des Hauses Mendelssohn & Co. Akademie, Berlin 1929–1938.
- Das System des Maimonides. Eine Analyse des More Newuchim vom Gottesbegriff aus. Schocken, Berlin 1935.
- Johann Gottfried Herder: Blätter der Vorzeit. Dichtungen aus der morgenländischen Sage. [jüd. Dichtungen u. Fabeln.] Nachwort Bamberger. Schocken, Berlin 1936.
- Jüdische Gestalten und ihre Zeit. Eine Geschichte des jüdischen Geistes von Moses bis Mendelssohn. [Vorw.: Bamberger], Philo, Berlin 1936.
- Zunz' conception of history, in American Academy for Jewish Research. Proceedings. Bd. 11, Jerusalem 1941, S. 1–25.
- Leo Baeck, the man and the idea. Leo Baeck Institute, New York 1958.
- Julius Guttmann, philosopher of Judaism. London 1960.
  - auf Deutsch: Julius Guttmann, Philosoph des Judentums, in Robert Weltsch Hg.: Deutsches Judentum, Aufstieg und Krise. Gestalten, Ideen, Werke. Vierzehn Monographien. Veröffentlichung des Leo Baeck Instituts. Deutsche Verlagsanstalt, Stuttgart 1963, S. 85–119.
- The mind of Nelson Glueck, Cincinnati 1970.

Briefe
- "Aber - das ist alles noch Zukunftsmusik..." 1939 - 1942. F. B. an Bruno Strauss und Bertha Badt-Strauss, in "Münchner Beiträge zur jüdischen Geschichte und Kultur". Hg. Lehrstuhl für Jüdische Geschichte und Kultur, Michael Brenner. H. 2, 2013, S. 42–49 (mit anschl. Kommentar von Michael A. Meyer). Ohne ISSN. Zugang